# Корнеев, Тарас Федотович
Тарас Федотович Корнеев (1901—1984) — советский военачальник, участник Великой Отечественной войны, генерал-майор (1943).
Входил в состав Центрального штаба партизанского движения (от Разведывательного управления НКО).

## Биография
Родился в 1901 году.
В Гражданскую войну Корнеев 1 мая 1920 г. был мобилизован в РККА и зачислен в 18-й стрелковый полк в г. Казань, а в феврале 1921 г. откомандирован из него в Спасский кантонный военкомат в Комиссию по борьбе с бандитизмом.
С апреля 1922 по февраль 1923 г. учился на 12-х военно-хозяйственных курсах в Казани, после их расформирования переведен старшиной хозяйственной команды в 7-ю Казанскую пехотную школу комсостава. В мае 1924 г. командирован в Объединенную Татаро-Башкирскую военную школу им. ЦИК Татарстана, где проходил службу командиром отделения и врид начальника хозяйственной команды. С ноября 1926 по сентябрь 1929 г. учился в этой же школе. Затем был назначен в 109-й стрелковый полк 37-й стрелковой дивизии БВО, где проходил службу командиром взвода полковой школы, пом. командира и командиром роты (в г. Речица и Калинковичи). С мая по декабрь 1932 г. находился на курсах усовершенствования при Разведывательном управлении РККА. Позже назначен пом. начальника штаба полка. С февраля 1933 г. исполнял должность пом. начальника штаба 5-го стрелкового полка 2-й Белорусской стрелковой дивизии. В ноябре переведен в ПриВО начальником 2-й (разведывательной) части штаба 53-й стрелковой дивизии, а с декабря 1937 г. исполнял должность пом. командира по строевой части 157-го стрелкового полка в г. Энгельс. С августа 1938 по апрель 1939 г. прошел переподготовку на КУВНАС при Академии Генштаба РККА, затем был назначен начальником разведотдела штаба округа. В декабре 1939 г. полковник Корнеев переведен в 5-е (разведывательное) управление Кр. армии начальником 6-го отдела (пограничной разведки). В октябре 1940 г. зачислен слушателем в Академию Генерального штаба Красной Армии имени К. Е. Ворошилова.
С началом Великой Отечественной войны полковник Корнеев 27 июля 1941 г. был выпущен из академии и назначен начальником разведотдела штаба Западного фронта. В этой должности участвовал в Смоленском сражении и битве за Москву. 6 марта 1942 г. на Западном фронте был тяжело контужен, после выздоровления 6.4.1942 переведен в Главное разведывательное управление Генштаба Кр. армии начальником 6-го отдела. В июле назначен начальником разведотдела штаба вновь сформированного Воронежского фронта. В этой должности участвовал в Воронежско-Ворошиловградской оборонительной операции. В период контрнаступления под Сталинградом часть войск фронта совместно с войсками Юго-Западного фронта в ходе Среднедонской наступательной операции разгромили 8-ю итальянскую армию. С января 1943 г. войска фронта успешно провели Острогожско-Россошанскую и Воронежско-Касторненскую наступательные операции. В феврале — марте войска фронта провели Харьковскую наступательную операцию, затем принимали участие в Харьковской оборонительной операции. В июле 1943 г. полковник Корнеев был освобожден от должности и зачислен в распоряжение Разведывательного управления Генштаба, затем в том же месяце назначен начальником разведотдела — зам. начальника штаба Южного фронта. С августа вновь состоял в распоряжении Разведывательного управления Генштаба. 17.10.1945 назначен командиром 68-й горнострелковой дивизии 58-го стрелкового корпуса САВО, дислоцировавшегося в Иране. Ее части охраняли Транс-Иранскую ж. д., грузы в порту Бендер-Шах.
После войны генерал-майор Корнеев в июле 1945 г. от занимаемой должности был отстранен и назначен начальником 3-го отдела Управления по награждениям и присвоению воинских званий ГУК НКО, а с мая 1946 г. исполнял должность начальника 1-го отдела — зам. начальника этого управления. В феврале 1950 г. переведен в Военный институт иностранных языков ВС СССР начальником спец. факультета ускоренной подготовки. С февраля 1951 г. исполнял должность начальника курсов усовершенствования офицеров разведки при Краснознаменных Высших академических курсах офицеров Генштаба Сов. армии, с июля 1953 г. там же был начальником курсов спец. подготовки. В феврале 1955 г. назначен начальником учебной части военной кафедры Московского инженерно-экономического института им. С. Орджоникидзе. 28.11.1957 г. уволен в запас.
Умер в 1984 году.

## Награды
- Награждён двумя орденами Ленина, тремя орденами Красного Знамени и медалями.

## Интересный факт
Т. Ф. Корнеев — участник становления радиоразведки в СССР. Первым серьёзным экзаменом для радиоразведки стало её участие в битве под Москвой, где ей удалось совместно с другими видами разведки вскрыть создание немцами ударных группировок для наступления на Москву в самые драматические дни октября 1941 года. Корнеев так вспоминал о том периоде:

«К 23 сентября 1941 года разведка фронта точно установила, что противник готовится к наступлению и создал для этого крупную группировку войск перед Западным и Резервными фронтами. Главную роль в обнаружении наступательных группировок выполнила радиоразведка Западного фронта. К тому времени значительно более эффективными стали авиационная и другие виды разведки, но первенство во вскрытии оперативных и тактических резервов противника принадлежит радиоразведке».